# Unión Deportiva Talavera
La Unión Deportiva Talavera fue un equipo del fútbol español de la ciudad de Talavera de la Reina (Toledo). Fundado en 1993, nace de la fusión de tres clubes de la ciudad: la U.D. Santa María, la Peña Real Madrid y la Peña Athletic Club de Bilbao de Talavera. Equipo representativo de la barriada de Santa María, llegó a jugar ocho temporadas no consecutivas en la Tercera División Española, así como una eliminatoria para ascender a Segunda División B. Su campo de juego era el Municipal Diego Mateo "Zarra", de césped artificial y con una capacidad para unas 2.000 personas. En 2014, debido a problemas económicos y extra deportivos, el club terminará desapareciendo definitivamente.

## Historia
Los antecedentes del club talaverano se remontan en la U.D. Santa María (equipo del barrio del mismo nombre) que desde 1976 ya existía. Ocurrió que Julián Segovia veía cómo los jugadores del Santa María marchaban a Cebolla, Carpio y Los Navalmorales. Por supuesto que el problema era económico, ya que no había dinero para hacer frente a los gastos que el equipo ocasionaba. Así, harto de mendigar y en vista de la desastrosa campaña que tuvo el equipo, Segovia pidió la ayuda de Pedro Palomeque y José Manuel Rodríguez, a la sazón presidentes de los clubes Peña Real Madrid y Peña Athletic Club de Bilbao en Talavera. Con ello se dio por finiquitado al Santa María tras diecisiete años de vida, iniciando un nuevo y ambicioso proyecto. De la fusión de estas tres entidades netamente talaveranas, nacía en junio de 1993 el club Unión Deportiva Talavera. Pero a su vez, este proyecto adolecía de la pobre infraestructura deportiva que padecía la ciudad, al no ser capaz de albergar la actividad de cerca de quinientos jóvenes distribuidos en veinticinco equipos. Por otro lado, se entiende que la campaña nació con muchas lagunas, merced a que el equipo más representativo jamás ofreció las garantías que un proyecto como el unionista necesitaba. Surgieron, de entrada, las divergencias y los blancos de la Peña Real Madrid abandonaron el barco al concluir la primera temporada. Al final de temporada se perdió la categoría, cosa de esperar puesto, que la mayor parte de los jugadores provenían del equipo juvenil.
En la temporada siguiente, 1994-1995, las cosas mejoraron y se cimentó un equipo que divirtió a los espectadores del Barrio de Santa María, aunque la bisoñez de sus jugadores tampoco permitió una buena clasificación como se esperaba. El entrenador durante estas dos primeras temporadas había sido Fernando Retamal. Al término de la última, este fue requerido por el Talavera C.F. llevándose consigo algunos jugadores como: Gustavo, Pedrito, Víctor Alcaide, José María, García y demás jugadores exunionistas de su mano. Otros jugadores azulones, como Ovidio, Quintas y Oliver, se aposentan en una A.D. Torpedo 66 de Cebolla que acaba de ascender a Tercera. Todo ello da sensación de que el proyecto de Segovia se desmoronaba y la distancia con el Talavera C.F. se hacía insalvable. Para compensar la huida de jugadores, Segovia echa mano de Benjamín Sánchez como entrenador del primer equipo de la Unión y el técnico recupera jugadores de toda la vida en la U.D. Santa María. En esta temporada se produce una reestructuración en el Fútbol de Castilla-La Mancha y, al cabo de la misma 1995-1996, solos se consigue hacer un discreto papel.
A pesar de mantener un equipo en la División Nacional de Juveniles, apenas si se tienen problemas económicos. No obstante, la campaña 1996-1997 se inicia con una revolución en el aspecto social: Segovia se trae a Martín García Muñoz, que viene acompañado de varios jugadores de su confianza tras las experiencias en el C.D. Carpio. El éxito llega de inmediato y la Unión Deportiva Talavera se pasea por todos y cada uno de los campos en los que pisa, culminando con el ascenso a 1.ª Autonómica. Todo lo contrario que el equipo juvenil que, tras la marcha de Pepillo Mena al Real Madrid C.F., perdió la categoría nacional, merced a un “favor” de los paisanos del Talavera C.F. entonces dirigido por Manolo Trigueros.
Cuando parece que el proyecto comienza a tomar forma y la Tercera División se vislumbra a un paso, Martín García abandona la disciplina azulona por asuntos propios con todo ya planificado. José Luis Sánchez Rivero, recién elegido presidente como sustituto de un Segovia que se centra en sus labores como federativo de la Federación de Fútbol de Castilla-La Mancha, apela a Alejandro Conde, hasta entonces en el juvenil, para que se haga cargo de la dirección técnica del primer equipo de los Goyo, Luisfer, Robert, Francisco, Granados y compañía. Para apuntalarlo se trae a Ortiz y Javier Cedenilla. La campaña es tan magnífica en lo deportivo que al final de la misma se obtiene el subcampeonato, siendo únicamente superado por el Toledo B, que asciende directamente a Tercera División. Su segundo puesto le da opción a disputar los play-offs de ascenso frente al conjunto del C.D. Piedrabuena. Gana el equipo de la provincia de Ciudad Real y sube; pero la suerte se alía con la U.D. Talavera, puesto que al ascender la U.B. Conquense a Segunda División B, el equipo talaverano se ve favorecido e igualmente asciende a Tercera División con poco más de cuatro años de vida. 
A pesar de este resonante éxito y de la alegría por encontrarse en categoría nacional, la temporada 1998-1999 no se inició con buenas expectativas. Faltan infraestructuras aunque se jueguen los partidos en El Prado. Las arcas no dan para solventar con diligencia la economía, ya que la categoría es muy costosa. Todo ello se refleja en lo deportivo y el club se ve apresado en los puestos más bajos de la clasificación. Intenta acercarse al “calor humano” y opta por volver al Barrio de Santa María buscando un resurgimiento, pero ni así se consigue. Dimite el presidente y, el nuevo, tras un breve proceso electoral, intenta salir del bache haciendo frente a las cuestiones económicas, pero al final, el objetivo de la permanencia no se consigue y la Unión Deportiva Talavera vuelve a 1.ª Autonómica.
Cordero no ceja en su empeño por recuperar lo perdido y la campaña 1999-2000 se afronta con un único objetivo: volver a Tercera División. Todo es similar a la temporada anterior y Gómez Romano y Bernabé confían en una plantilla que, salvo Arrogante y José María, que se van al Torpedo 66, es la misma del año anterior. Retorna Robert, se incorpora Salinero y los Ortiz, Carlos, Gustavo, Sergio, Fran y compañía no tienen un solo rival que les frene en toda la liga. Con varias jornadas de antelación el equipo está, de nuevo, en Tercera División y Ángel Bernabé, que tiene a Justo Sánchez de segundo, dispone del suficiente tiempo por delante para preparar la siguiente campaña con el objetivo de consolidar al equipo en la categoría nacional.
Aunque se reforzaron algunas parcelas administrativas en el club, la temporada 2000-2001 se enfrenta con un nuevo imponderable al tener que disputar los encuentros lejos del Municipal de Santa María, puesto que desde el seno federativo se señala que la ubicación del terreno de juego no es la más idónea para encuentros de categoría nacional según quejas de algunos clubes que pasaron por el mismo. Gamonal y Talavera La Nueva, con opción de Velada, son las localidades candidatas a recibir a los Unionistas como sede oficial. La decisión final cayó en Talavera La Nueva, que recibió con los brazos abiertos a los azulinos.
El “destierro” tuvo un inicio negativo en lo social, tras el asesinato en agosto de José Ángel de Jesús (muchos años defendiendo la casaca de la Unión Deportiva, víctima de un atentado terrorista en Sallent de Gállego, en cuyo cuartel de la Guardia Civil estaba destinado), y pocos días después la muerte inesperada de José Hernando, el hombre de confianza del Presidente. En cambio, en lo deportivo todo fue muy positivo. La mezcla de juventud y veteranía fue realmente eficaz, en la que Julio César, Carlos, Gustavo y Mario se convierten en el conjunto sorpresa de la categoría. Al final de temporada, el conjunto talaverano se convierte en el mejor equipo de la provincia de Toledo, por delante de la A.D. Torpedo 66 y C.D. Torrijos. Las cosas bien hechas, tanto en lo administrativo como en lo deportivo, a pesar del problema que supuso el “exilio” a Talaverilla, habían tenido reflejo en el terreno de juego, que además se vio ampliado con el ascenso del Juvenil a categoría nacional de la mano de Pedro Adrado.
El final de esta última temporada fue realmente tormentoso en cuanto se supo de la marcha de Ignacio Valero como Presidente del Talavera C.F.; quizá malos entendidos, recelos justificados o no y otras cuestiones dieron lugar a que el proceso electoral abierto entre el Talavera C.F. y la U.D. Talavera se cerrara pronto, toda vez que el Ayuntamiento prometiera que la Unión utilizaría El Prado. Bernabé ya estaba “atado” por Fernando Núñez, delfín de Valero, como ‘míster’ blanquiazul. Pero todo cambió en veinticuatro horas, una vez que Valero se despachó a gusto “prohibiendo” que el propio Daniel Cordero fuera, siquiera, precandidato. Cordero fue elegido en la Asamblea constituyente del proceso electoral y continuó como presidente. 
Las cosas en la campaña 2001-2002 fueron de cada vez peor. Varios trabajadores se fueron del staff, el vicepresidente, Julián Segovia; el secretario, Ignacio Rodríguez; Mariano Gómez y jugadores emblemáticos como Gustavo, Julio César, Javi Martín, Carlos, Mario y otros. Llegaron Martín Nombela, como entrenador del primer equipo; Javier Rodríguez, como vicepresidente; Galdarra, Tito, Juan, Gago, Sergi y los moralos Gorrilla y Oliver, entre otros jugadores. El hecho de que se jugara en El Prado hasta que comenzaron las lluvias, hizo que el club cayera en los puestos más bajos de la tabla. La economía fue disminuyendo paulatinamente y las perspectivas de cambio eran pura utopía. El presidente dimitió y una junta gestora encabezada por Pedro Adrado acabó como pudo una temporada en la que, tras terminar en última posición, el equipo baja otra vez a 1.ª Autonómica.
Ángel Rosado es elegido presidente y en la campaña 2002-2003 se optó por una plantilla joven con Carlos del Rivero como técnico, lográndose al final una honrosa clasificación al quedar en séptimo lugar del grupo. La campaña 2003-2004 se inició de forma fulgurante, convirtiéndose la Unión Deportiva en el equipo a batir en el Grupo II de 1.ª Autonómica. Tras una segunda vuelta inmejorable, no perdió un solo partido y se proclamó campeón de liga, consiguiendo el ascenso automático a Tercera División una vez más. Ello le llevó a disputar el Trofeo de Aficionados de la Junta de Comunidades ante el campeón del Grupo I. Se perdió por el valor de los goles en campo contrario.
Con Miguel Ángel Iglesias como entrenador por tercer año consecutivo, se inició la temporada 2004-2005, manteniéndose la misma base del año anterior. Esta sería la mejor temporada en la historia del club, terminando la misma en el 3.º puesto, lo que dio lugar a que la U.D. Talavera jugara la fase de ascenso a Segunda División B por primera y única vez en su historia. Por aquel entonces se jugaban semifinales, que en caso de pasarse, daba paso a una final, cuyo ganador ascendía a la división del bronce del fútbol español. El equipo talaverano quedó emparejado con el C.D. Baza granadino. En la ida en casa, los azulinos perdieron 2-3, mientras que en la vuelta la victoria la consiguieron los unionistas por 1-2, pero no pasaron a la final a causa del golaveraje.
En la siguiente campaña, 2005-2006, una mala gestión en el plano deportivo y administrativo trajo consigo unos pésimos resultados en la clasificación, terminando en el último lugar y descendiendo a 1.ª Preferente. Los siguientes años se pasarían en 1.ª Preferente con dos presencias puntuales en Tercera División. En febrero de 2014, el equipo sénior, que militaba en el Grupo II de la Primera Preferente Autonómica, fue expulsado de la competición por la Federación de Fútbol de Castilla-La Manchal por el impago de cuatro recibos arbitrales y se retira definitivamente de la competición. En junio de ese mismo año, debido a las multas y sanciones impuestas por la Federación, y tras muchos años arrastrando graves problemas económicos, se decide disolver el equipo. Desde entonces, la Unión Deportiva Talavera solo funciona como escuela de fútbol base, siendo una de las más grandes e importantes de la provincia de Toledo.

## Uniforme
- Uniforme titular: Camiseta azul royal, pantalón azul royal y medias blancas.
- Uniforme visitante: Camiseta roja, pantalón blanco y medias rojas.

## Campo
La Unión Deportiva Talavera llegó a jugar en diferentes campos de fútbol a lo largo de su historia como local, incluido el Municipal El Prado. Sin embargo, la que fue su última casa fue el Municipal Diego Mateo ‘Zarra’, un estadio con un campo de hierba artificial, una grada y con una capacidad para aproximadamente 2.000 personas.  

## Datos del club
- Temporadas en Primera División: 0
- Temporadas en Segunda División: 0
- Temporadas en Segunda División B: 0
- Temporadas en Tercera División: 8
- Temporadas en Primera Preferente: 6
- Temporadas en Primera Regional: 6
- Temporadas en Segunda Regional: 1
- Mejor puesto en la liga (en Tercera División de España): 3.º (temporada 2004-2005).

## Trayectoria
| Temporada | División       | Posición | Copa del Rey |
| --------- | -------------- | -------- | ------------ |
| 1993/94   | 1.ª Preferente | 17.º     |              |
| 1994/95   | 1.ª Regional   | 6.º      |              |
| 1995/96   | 1.ª Regional   | 6.º      |              |
| 1996/97   | 2.ª Regional   | 1.º      |              |
| 1997/98   | 1.ª Regional   | 2.º      |              |
| 1998/99   | 3.ª            | 19.º     |              |
| 1999/00   | 1.ª Regional   | 1.º      |              |
| 2000/01   | 3.ª            | 11.º     |              |
| 2001/02   | 3.ª            | 20.º     |              |
| 2002/03   | 1.ª Regional   | 7.º      |              |
| 2003/04   | 1.ª Regional   | 1.º      |              |

| Temporada | División       | Posición | Copa del Rey |
| --------- | -------------- | -------- | ------------ |
| 2004/05   | 3.ª            | 3.º      |              |
| 2005/06   | 3.ª            | 12.º     |              |
| 2006/07   | 3.ª            | 20.º     |              |
| 2007/08   | 1.ª Preferente | 10.º     |              |
| 2008/09   | 1.ª Preferente | 8.º      |              |
| 2009/10   | 1.ª Preferente | 2.º      |              |
| 2010/11   | 1.ª Preferente | 1.º      |              |
| 2011/12   | 3.ª            | 14.º     |              |
| 2012/13   | 3.ª            | 20 º     |              |
| 2013/14   | 1.ª Preferente | 18.º     |              |

- 8 temporadas en Tercera División.

## Jugadores

### Jugadores destacados
| - Manu Trigueros - Javier Espinosa - José Arnaiz - Nacho Ramos |

## Palmarés

### Campeonatos regionales
- Regional Preferente de Castilla-La Mancha (1): 2010-11 (Grupo 2).[1]
- Primera Regional de Castilla-La Mancha (2): 1999-00 (Grupo 2)[2] y 2003-04 (Grupo 2).[3]
- Segunda Regional de Castilla-La Mancha (1): 1996-97 (Grupo 11).[4]
- Subcampeón de la Regional Preferente de Castilla-La Mancha (1): 2009-10 (Grupo 2).[5]
- Subcampeón de la Primera Regional de Castilla-La Mancha (1): 1997-98 (Grupo 2)[6]

### Torneos amistosos
- Trofeo Memorial Rafael Medina (3): 2004,[7] 2006[8] y 2014.[9]